# دوري أندورا الممتاز 2010–11
دوري أندورا الممتاز 2010–11 هو الموسم 16 من  دوري أندورا الممتاز. أقيم خلال الفترة 19 سبتمبر 2010 وحتى 20 مارس 2011، والذي يشرف على تنظيمه اتحاد أندورا لكرة القدم، وكان عدد الأندية المشاركة فيه  8، وفاز فيه نادي سانتا كولوما.